# U 653
U 653 war ein deutsches Unterseeboot des Typs VII C. Diese U-Bootklasse wurde auch „Atlantikboot“ genannt. Es wurde durch die Kriegsmarine während des U-Boot-Krieges im Atlantik eingesetzt. Während seiner acht Unternehmungen patrouillierte U 653 unter anderem in der Karibik und vor der Ostküste der USA.

## Technische Daten
Ein U-Boot des Typs VII C hatte eine Länge von 67 m und eine Verdrängung von 865 m³ unter Wasser. Es wurde über Wasser von zwei Dieselmotoren angetrieben, die eine Geschwindigkeit von 17 kn gewährleisteten. Unter Wasser erbrachten zwei Elektromotoren eine Geschwindigkeit von 7,6 kn. Die Bewaffnung bestand bis 1944 aus einer 8,8-cm-Kanone und einer 2,0-cm-Flak an Deck, sowie vier Bugtorpedorohren und einem Hecktorpedorohr.

## Kommandanten
- Gerhard Feiler von Mai 1941 bis September 1943.
Am 6. September 1909 in Breslau geboren, trat er 1934 in die Reichsmarine ein und schloss seine U-Bootausbildung im Frühling 1941 ab. Im Anschluss an sein Kommando auf U 653 wurde er Ausbildungsoffizier bei der 20. U-Flottille.
- Hans-Albrecht Kandler von Oktober 1943 bis März 1944.
Er wurde am 31. Oktober 1917 in Jena geboren und trat 1937 in die Kriegsmarine ein. Er fuhr im Anschluss an seine U-Bootausbildung ab Sommer 1942 als 1. WO auf U 565, hatte dann das Kommando auf U 386 inne und übernahm schließlich U 653 im Oktober 1943.

## Einsatz und Geschichte
Im Frühjahr 1942 wurden deutsche U-Boote an die Ostküste Nordamerikas beordert, um dort den U-Boot-Krieg zu eröffnen. Dies war die erste einer Reihe von Unternehmungen der U-Bootwaffe die auf den nordamerikanischen Schiffsverkehr abzielten und unter der Bezeichnung Unternehmen Paukenschlag zusammengefasst werden.

### Paukenschlag-Boot
U 653 war zu einer Position westlich der Hebriden beordert, wo großzügig Signale abgesetzt werden mussten, um der britischen Admiralität eine Anzahl von U-Booten in diesem Seebereich vorzutäuschen. Dadurch sollte vom Anmarsch der Paukenschlag-Boote, die in dieser Zeit über den Atlantik fuhren, abgelenkt werden. Dieses Manöver verfing allerdings nicht; denn der britische Marinenachrichtendienst war über die deutschen U-Boote bestens im Bilde und unterrichtete auch die US-amerikanische Atlantikflotte. Anschließend fuhr auch U 653 nach Nordamerika. Es gelang Kommandant Feiler ein paar hundert Kilometer östlich New Yorks ein norwegisches Schiff zu versenken.
- 28. Februar 1942: norwegischer Frachter Leif mit 1582 BRT versenkt (Lage)

Für ein U-Boot, das es in diesem Seegebiet mit einem unvorbereiteten Gegner zu tun hatte, war U 653 relativ erfolglos. Teddy Suhren versenkte beispielsweise zur gleichen Zeit im selben Seegebiet einen Tanker mit 11.400 BRT und beschädigte einen weiteren. Insgesamt versenkten die 14 Paukenschlag-Boote des Frühjahrs 1942 24 Schiffe mit 125.000 BRT, das entspricht rechnerisch 1,7 Schiffe pro U-Boot. Fast die Hälfte dieser Schiffe gingen allerdings auf das Konto zweier U-Boote – U 96 und U 432. Der Einsatz von  U 653 hatte jedoch trotz des mäßigen Erfolgs eine wichtige Erkenntnis gebracht: Es war VII C-Booten möglich an die zehn Tage in amerikanischen Gewässern zu operieren, eine Erkenntnis, die in die Planung weiterer „Paukenschläge“ einfloss. U 653 kehrte am 30. März nach Brest zurück.
Seine zweite Feindfahrt mit diesem Boot führte Kommandant Feiler im Sommer 1942 zurück in nordamerikanische Gewässer. Er versenkte Mitte Mai einen aus Australien kommenden Frachter, dessen Mannschaft anschließend eine Woche lang auf See trieb, bis die fünf Rettungsboote Nantucket erreichten
- 17. Mai 1942: britischer Frachter Peisander mit 6225 BRT versenkt (Lage)

Anfang Juni versenkte Kommandant Borchert mit dem nach Europa zurückfahrenden U 566 einen britischen Frachter in der Nähe von Bermuda. Zwei Schiffe der US Navy liefen nach Bekanntwerden des Verlusts von hier aus, um im entsprechenden Seegebiet nach Überlebenden zu suchen. Es handelte sich um ein betagtes ehemaliges Minensuchboot und einen kleinen U-Bootjäger. Als U 653 den Kurs des Suchtrupps kreuzte, ließ Kommandant Feiler die beiden Schiffe torpedieren und versenkte eines.
- 7. Juni 1942: US-amerikanisches Flugzeugbegleitschiff USS Gannet mit 840 t versenkt (Lage)

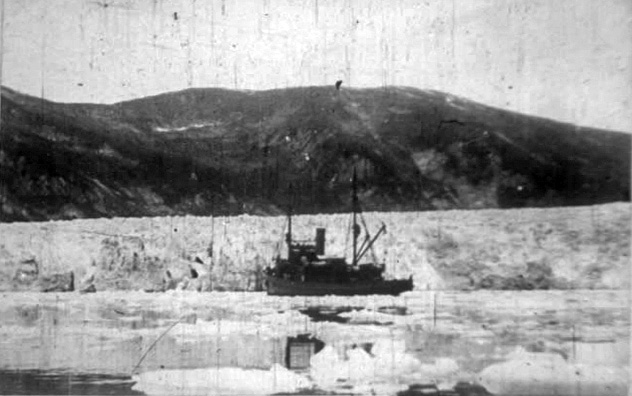
Die USS Gannet

Die Gannet sank innerhalb weniger Minuten. 14 Mann der Besatzung kamen dabei ums Leben. Der Großteil – 64 Mann – konnten durch Catalinas und dem Zerstörer Hamilton gerettet werden. U 653 verzeichnete auf dieser Unternehmung keine weiteren Erfolge und kehrte einen Monat später wieder nach Brest zurück.

### Geleitzugschlachten
Als die U-Bootgruppe „Hai“, die zwischen den Freetown und den Azoren nordwärts laufende Geleitzüge erfolgreich attackiert hatte aufgelöst werden musste, da Treibstoffmangel und Torpedoknappheit die U-Boote auf Heimatkurs zwangen, stellte die U-Bootführung von Kernével aus eine neue U-Bootgruppe zusammen, die nach den Grundsätzen der Rudeltaktik Jagd auf die sich vor Sierra Leone sammelnden und dann nach Großbritannien laufenden SL-Geleitzüge machen sollte.

#### U-Bootgruppe „Blücher“
U 653, das zu dieser neuen Gruppe „Blücher“ gehörte, kreuzte am 16. August den Kurs des Geleitzugs SL 118. Kommandant Feiler meldete den Konvoi und setzte, der Rudeltaktik entsprechend, Peilzeichen ab. Peter-Erich Cremer – mit seinem U 333 erst wenige Monate zuvor fast untergegangen – wurde beim Zulaufen auf Feilers Position mit Huff-Duff erfasst und von einem Geleitschiff mit mehrmaliger Wasserbombenattacke stark bedrängt. U 333 wurde dabei so schwer beschädigt, dass Kommandant Cremer die Fahrt abbrechen musste. U 653 folgte dem Konvoi zwei Tage lang, aber Kommandant Feiler fand keine Gelegenheit zum Angriff. Am 18. August wurde das Boot von einem Liberator-Bomber entdeckt und mit Wasserbomben so schwer beschädigt, dass auch Kommandant Feiler gezwungen war, die Fahrt abzubrechen und nach Brest zurückzukehren.

#### U-Bootgruppe „Raubgraf“
Im März 1943 war U 653 der U-Bootgruppe „Raubgraf“ zugeteilt, die im westlichen Atlantik nach den Maßgaben der Rudeltaktik Jagd auf alliierte Geleitzüge machte. Kommandant Feller versenkte das treibende Wrack eines verlassenen amerikanischen Frachters, der eine Woche zuvor in einem schweren Sturm havariert war.
- 12. März 1943 US-amerikanischer Frachter Thomas Hooker mit 7176 BRT versenkt

Die „Raubgraf“-Boote hatten vor Neufundland einen Suchstreifen gebildet, in den am 13. März der von Großbritannien kommende Konvoi ON 170 hineinlief und von U 603 entdeckt wurde. Das U-Boot wurde seinerseits anhand eingepeilter Kurzsignale vom Geleitschutz aufgespürt, musste tauchen und verlor den Kontakt. Zwei Stunden später fand U 435 den Konvoi wieder, setzte Peilzeichen ab, wurde daraufhin von der HMS Whimbrel entdeckt, angegriffen und tauchte. Die Position von ON 170 war also wiederum unbekannt. Am 14. März befahl Karl Dönitz der U-Bootgruppe den Angriff auf diesen Geleitzug abzubrechen und auf den Konvoi SC 122 zu operieren, der von New York aus nach Großbritannien fuhr. Als U 653 zufällig den Geleitzug HX 229 entdeckte, wurde dieser von der U-Bootführung irrtümlich als SC 122 identifiziert. Bei den folgenden Angriffen erzielte Kommandant Feller keine Versenkungen.

## Versenkung
Die britische 2. Escort Group, unter dem Befehl von Captain Walker, hatte im Frühjahr 1944 mit dem Geleit-Flugzeugträger Vindex Übungen in koordinierter U-Bootabwehr durchgeführt. Am 15. März meldeten Flugzeuge der Vindex ein U-Boot entdeckt zu haben, und markierten das entsprechende Areal mit Feuer- und Rauchsignalen. Die Sloops  der 2. Escort Group liefen die markierte Stelle an, konnten ebenfalls ein U-Boot erfassen und belegten dieses mit Wasserbomben. Eine Mehrzahl von Unterwasserdetonationen nach dem zehnten Abwurf der Starling deuteten auf die Versenkung des U-Bootes hin, bei dem es sich sehr wahrscheinlich um U 653 gehandelt hat.